# Athripsodes bakoyei
Athripsodes bakoyei is een schietmot uit de familie Leptoceridae. De soort komt voor in het Afrotropisch gebied.